# Ignác Řivnáč
Ignác Řivnáč (16. října 1804 Praha – 23. srpna 1874 tamtéž) byl český římskokatolický kněz, farář u sv. Štěpána v Praze. Podporoval vlastenecké podniky, shromáždil sbírku obrazů. Zasloužil se o opravu kostela sv. Štěpána.

## Biografie
Narodil se 16. října 1804 v Praze, na kněze byl vysvěcen 15. srpna 1828. Tři měsíce působil jako kaplan v Maršovicích u Benešova.

## Farářem u sv. Štěpána
Zakrátko ale zakotvil jako kněz v kostele sv. Štěpána v Praze. Roku 1854 byl jmenován farářem.
Krátce po svém jmenování zahájil roku 1855 opravu svatoštěpánského kostela. Nejprve nechal vymalovat interiér podle návrhů historika B. Gruebra. Přitom bylo zničeno dvanáct obrazů z Písma sv., které umělecká komise (Jan Erazim Vocel, Eduard von Engerth a již zmíněný prof. Grueber) pokládala za bezcenné olejomalby.

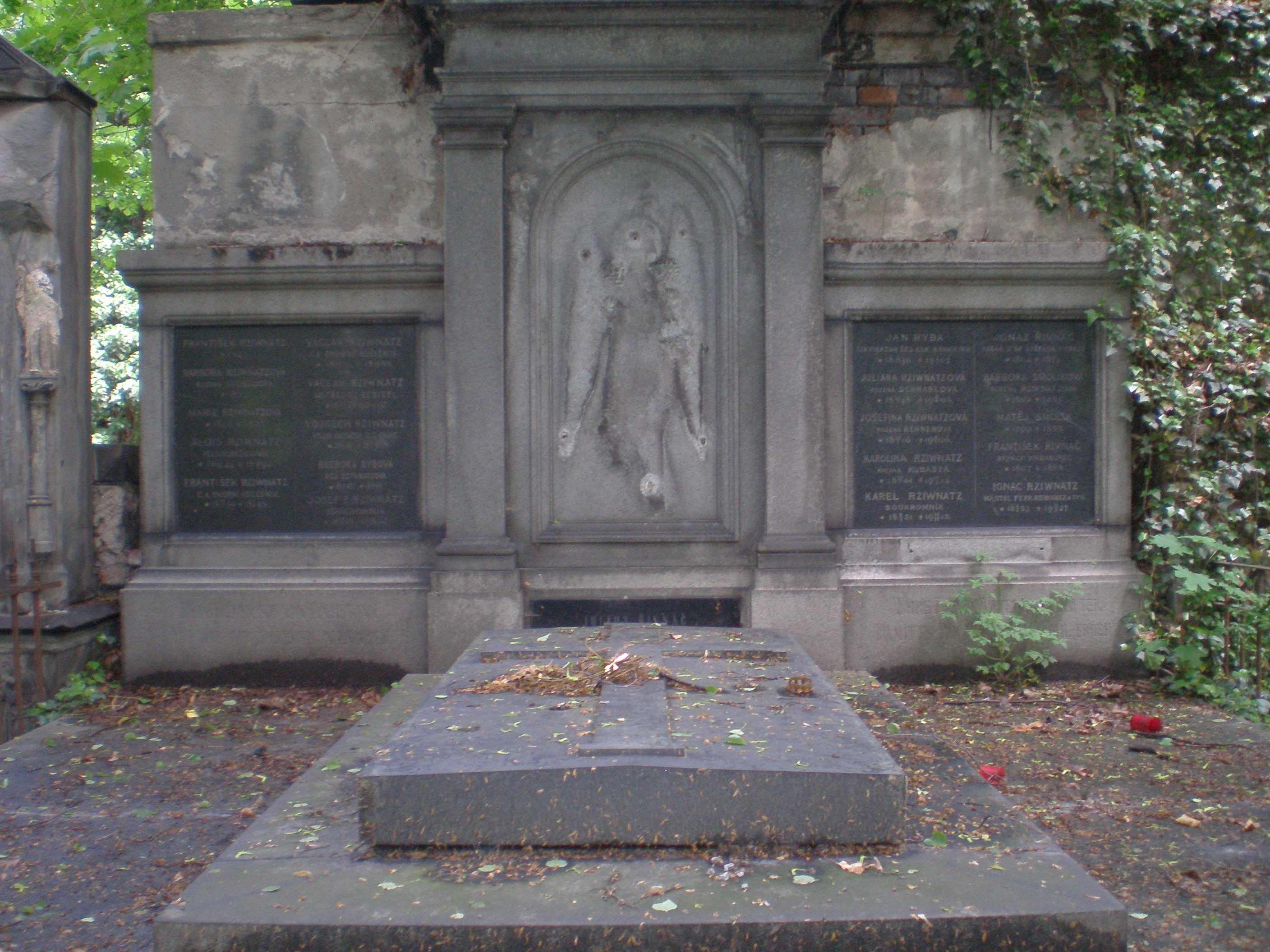
Hrob Ignáce Řivnáče na Olšanských hřbitovech v Praze

V letech 1865–67 se dočkaly obnovy vnějšek chrámu a věž (ta musela být znovu opravena v roce 1870 poté, co vichřice poškodila krov). Restaurátorské práce byly završeny v letech 1870–73 opravou kazatelny a oltářů; obrazy čistil a opravoval Josef Václav Myslbek. Konzervátor František Xaver Josef Beneš při té příležitosti prohlédl a popsal vzácný tabulový obraz Madony.
Úpravy kostela, organizované Řivnáčem, nebyly vždy šťastné; byla při nich zničena část barokní výzdoby. Není to ale jeho vina — vždy jednal v dobré víře podle doporučení odborníků, kteří se řídili převládajícím názorem doby. Řivnáč se naopak zasloužil o záchranu románské kaple sv. Longina, která měla původně ustoupit plánované výstavbě ulice Na rybníčku. Řivnáč poukazem na starobylost a vzácnost stavby dosáhl toho, že byla zbořena jen její barokní přístavba z r. 1765, zatímco historická románská budova zůstala zachována pro další generace.

## Sbírka obrazů
Řivnáč byl milovníkem výtvarného umění. Shromáždil sbírku 130–140 obrazů, jednu z nejrozsáhlejších ve své době. Podle soupisu byli zastoupeni např. Petr Brandl, Karel Škréta, Peter Paul Rubens, August Bedřich Piepenhagen, Norbert Grund, Maximilian Pfeiler, Lucas van Leyden a další. I když bylo autorství některých ze zmiňovaných malířů později vyvráceno, jednalo se o velký soubor kvalitních domácích i zahraničních výtvarných děl. Obsahoval holandské, vlámské, italské, německé i české umělce. Významné místo zaujal Petr Brandl s třemi obrazy — vlastní podobiznou, svatou Magdalenou a svatou rodinou. Z dalších českých autorů byli zastoupeni Karel Škréta, Franz Anton Maulbertsch, Josef Bergler, Ludvík Kohl, August Bedřich Piepenhagen a Karel Robert Croll.
Sbírka obrazů po Řivnáčově smrti zanikla. Několik obrazů (např. Brandlův autoportrét) získalo darem pozdější Národní muzeum, většinu pak zdědil bratr Václav Řivnáč, majitel kožešnického závodu. Několik obrazů se dostalo do majetku vzdálenějších příbuzných, kteří je uchovávali jako vzácnou rodinnou památku.
Je pohřben na Olšanských hřbitovech v Praze, ve stejném hrobě se svým bratrem Františkem a ostatními členy rodiny. Plastika anděla byla z náhrobku ukradena.

## Jiné informace
Řivnáč byl rovněž členem vlasteneckých spolků, například společnosti Českého muzea a jednoty pro dostavění svatovítského chrámu. Řadu let zastával úřad arcibiskupského vikáře a školdozorce. Současníci jej uznávali pro lidumilnost a vlasteneckou činnost.

## Rodina
Bratr František Řivnáč (1807–1888) byl známý pražský knihkupec a nakladatel.